# القناة الأولى المصرية
القناة الأولى المصرية هي القناة الأولى الأرضية لمصر والتابعة لإتحاد الإذاعة والتلفزيون المصري، تبث مباشرةً من مبنى الإذاعة والتلفزيون المصري في القاهرة.
إفتُتحت في تمام السابعة مساءً 21 يوليو 1960 ولمدة خمس ساعات يومياً بقناة واحدة كانت تحمل إسم (القناة 5) قبل أن يبدأ إرسال القناة التليفزيونية الثانية في 21 يوليو 1961 ثم تبعتهما قناة ثالثة في 13 أكتوبر من عام 1962 قبل أن يتوقف إرسالها في عام 1970 نظراً للظروف الإقتصادية التي أعقبت هزيمة 1967 وليقتصر البث التلفزيوني على القناتين الأولى والثانية حتى بداية الثمانينيات.

## أهم البرامج
- صباح الخير يا مصر يبث يومياً الساعة السابعة صباحاً بتوقيت مصر.